# Kugellagermotor
Der Kugellagermotor (englisch ball bearing motor) ist ein Motor, der nur aus einem Kugellager  und einer Spannungsquelle besteht. Dazu wird die Spannungsquelle so an das Kugellager angeschlossen, dass der Strom durch die Kugeln des Kugellagers fließt; das Kugellager muss zunächst (z. B. von Hand) in eine dem Anschub dienende Rotation versetzt werden. Das Kugellager arbeitet sowohl mit Gleichspannung als auch mit Wechselspannung und auch unter Wasser.
Der Strom durch die Kugellager ist so groß, dass sich die Kugeln merklich erwärmen und sich, je nach Rotationsrichtung, asymmetrisch  thermisch verformen. 
Der Motor hat wegen seines verschwindend kleinen Wirkungsgrads keine praktische Anwendung. Er ist ein Kuriosum, das in der Vergangenheit zu vielen physikalischen Erklärungsversuchen (beispielsweise Unipolarmotor) Anlass gab.